# José Youshimatz
José Youshimatz (n. 10 mai 1962, Puebla de Zaragoza, Puebla, Mexic) este un ciclist de performanță ce a reprezentat Mexic, medaliat olimpic. A participat la 3 ediții ale Jocurilor Olimpice (1984, 1988, 1992) în care a câștigat o medalie de bronz.